# Guy Debord
Guy Debord (født 28. december 1931, død 30. november 1994) var en fransk revolutionær, filminstruktør og forfatter. Han var sammen med bl.a. Asger Jorn, medgrundlægger af Situationistisk Internationale i 1957 og det eneste medlem, der var med i gruppen frem til dens opløsning i 1972.
Debords hovedværk er bogen La Société du spectacle "Det spektakulære samfund"(tidl. Skuespilsamfundet), der udkom i 1967, og som under Majrevolten 1968 var med til at inspirere de parisiske studerende ved besættelsen af Sorbonne i maj-juni.
Guy Debord begik selvmord i slutningen af november 1994, ved at skyde sig selv igennem hjertet.

## Værker oversat til dansk
- Skuespilsamfundet, overs. Ole Klitgaard, Rhodos 1972
- Det spektakulære samfund, overs. Louise Bundgaard og Gustav Johannes Hoder, Aleatorik/Antipyrine 2020